# آن شيريدان
آن شيريدان (بالإنجليزية: Clara Lou Sheridan)‏ هي ممثلة أمريكية، ولدت في 21 فبراير 1915 بدينتون في الولايات المتحدة، وتوفيت في 21 يناير 1967 بلوس أنجلوس في الولايات المتحدة بسبب سرطان المريء وسرطان الكبد.

## أعمال

### أفلام
- (1942) صف الملوك
- (1948) كنز السييرا مادري

### مسلسلات
- عالم آخر

## وصلات خارجية
- آن شيريدان على موقع IMDb (الإنجليزية)
- آن شيريدان على موقع الموسوعة البريطانية (الإنجليزية)
- آن شيريدان على موقع روتن توميتوز (الإنجليزية)
- آن شيريدان على موقع ألو سيني (الفرنسية)
- آن شيريدان على موقع تيرنر كلاسيك موفيز (الإنجليزية)
- آن شيريدان على موقع أول موفي (الإنجليزية)
- آن شيريدان على موقع قاعدة بيانات الأفلام السويدية (السويدية)
- آن شيريدان على موقع إن إن دي بي (الإنجليزية)
- آن شيريدان على موقع ديسكوغز (الإنجليزية)
- آن شيريدان على موقع قاعدة بيانات الفيلم (الإنجليزية)